# Saru
El comandant Saru   (Kaminar) és un personatge fictici de la sèrie Star Trek: Discovery interpretat per l'actor Doug Jones. És el primer kelpià en entrar a l'acadèmia estel·lar.
L'any 2249 va obtenir el rang de tinent i va ser destinat a la USS Shenzhou sota el comandament de la capitana Philippa Georgiou a la divisió científica i servint al pont de comandament. En aquesta nau va conèixer Michael Burnham. El 2256 va promocionar a tinent comandant i exercia com oficial científic en cap. El mateix any va participar en la batalla de les estrelles binàries i va abandonar la nau amb tota la tripulació després de la mort de la capitana.
Sis mesos després va ser promocionat a comandant i destinat com primer oficial a la USS Discovery sota el comandament del capità Gabriel Lorca. Va actuar com capità durant el captiveri del capità Lorca per part dels klingon.
Se l'ha comparat amb el personatge d'Spock o Data de sèries anteriors pel seu ús de la lògica.